# The Obsessed
The Obsessed ist eine Traditional-Doom-Band, die 1979 in Washington, D.C. gegründet wurde. Kopf der Band ist Sänger/Gitarrist Scott „Wino“ Weinrich. The Obsessed zählt zu einer der wichtigen Bands der ersten Generation des Doom Metals.

## Bandgeschichte
The Obsessed gingen 1979 aus einer Band namens Warhorse hervor. Ihre Gründungsmitglieder waren Scott Weinrich, Mark Laue, Johnny Reese und Dave Flood, zeitweilig gehörte zu ihr auch der Sänger Vance Bokis. Bokis trug Glam-Rock-Kleidung und Schminke, die Band coverte zu dieser Zeit Stücke der Beatles und der Sex Pistols. Nachdem Bokis die Band verlassen und Ed Gulli am Schlagzeug Dave Flood abgelöst hatte, spielte das Trio um Gulli, den Bassisten Mark Laue und den Sänger und Gitarristen Scott „Wino“ Weinrich 1983 die EP Sodden Jackal ein, die erste offizielle Veröffentlichung der Band.
Noch vor Folgeveröffentlichungen verließ 1986 Scott Weinrich die Band, um Sänger und Gitarrist bei Saint Vitus zu werden, The Obsessed lösten sich auf. 1990 erschien dann bei Hellhound Records eine Compilation älterer Aufnahmen der Band, zugleich verließ Weinrich die kommerziell erfolglosen Saint Vitus wieder und reformierte die Band mit dem Bassisten Danny Hood und dem Schlagzeuger Greg Rogers (beide zuvor bei Acid Clown). Das Trio veröffentlichte 1992 das Studioalbum Lunar Womb, das relativ erfolgreich war und der Band den Durchbruch und einen Vertrag beim Major-Label Columbia Records verschaffte. Hood verunglückte zu dieser Zeit bei einem Motorradunfall und wurde kurzfristig durch Scott Reeder ersetzt, der die Band jedoch bald wieder verließ, um bei Kyuss zu spielen.
Mit dem neuen Bassisten Guy Pinhas spielte The Obsessed dann für Columbia das dritte Album The Church Within ein. Trotz intensiver Promotion (Videos bei MTV, ein Auftritt beim Dynamo Open Air und eine gemeinsame Tour mit White Zombie) ließ der Erfolg zu wünschen übrig und Columbia ließ die Band wieder fallen. Nach einer letzten EP, Altamont Nation, löste Weinrich die Band 1995 erneut auf. Weinrich gründete erst Shine, dann Spirit Caravan, Pinhas und Rogers gründeten gemeinsam mit Greg Anderson die Band Goatsnake. Trotz der Auflösung erschienen seither regelmäßig Veröffentlichungen unveröffentlichten oder seltenen Materials, anfangs vor allem bei Doom Records, später bei Southern Lord. Eine Wiedervereinigung fand anlässlich des Roadburn Festival 2012 statt.
Scott Weinrich, der immer wieder Drogenprobleme hatte, wurde 2014 auf einer Tour mit seiner damaligen Band „St. Vitus“ in Norwegen verhaftet und entsprechend in die USA ausgewiesen, was ihm ein 5-jähriges Einreiseverbot nach Europa bescherte. Er versäumte es zudem eine erneute Einreisegenehmigung zu beantragen. Aus diesem Grund mussten „The Obsessed“ ihre geplanten Auftritte im Jahr 2019 absagen.

## Stil und Rezeption
The Obsessed sind eine Traditional-Doom-Band. Die Musik ist kraftvoll, ebenso der Gesang, Piero Scaruffi umschreibt sie mit dem Begriff „leichenartige Klagelieder“ (cadaveric dirges).
Anfangs spielte sie bei Auftritten u. a. noch Coverversionen, später nur noch selbst geschriebene Lieder. Ihr Stil zur Frühzeit wurde beschrieben als „eine Mixtur aus gleichen Teilen Stooges, Black Sabbath und Blue Cheer mit gelegentlich eingeworfenen Dead Boys oder Dictators Coverstücken“.
Garry Sharpe-Young zählt The Obsessed neben dem Schwesterprojekt Saint Vitus und der Band Pentagram in einer Übersicht von Doom-Pionieren zu einem „Triumvirat von Bands, deren Reputation noch immer weltweit nachhallt“. In seinem Standardwerk Sound of the Beast: The Complete Headbanging History of Heavy Metal von 2004 nennt Ian Christe The Obsessed eine „unentdeckte Größe“ und führt ihr Debüt von 1990 in einer Liste vierzehn kanonischer Werke des Doom Metal an.
Neben ihrem großen Einfluss auf das ab Mitte der 1980er als Doom Metal bezeichnete Metal-Genre gelten The Obsessed auch als ein wichtiger Einfluss auf den verwandten Stoner Rock, Jim DeRogatis beschrieb ihre Bedeutung hier als enorm: „Außer Kyuss ist keine Proto-Stoner Band eine größere Inspiration gewesen als The Obsessed.“
The-Melvins-Schlagzeuger Dale Crover gastierte bei einer Aufnahme von The Obsessed. Die Foo Fighters coverten Iron & Stone auf ihrer Single Learn to Fly aus dem Jahr 1999.

## Diskografie

### Demos
- Demo 1980
- Demo 1982
- Promo Demo 1985

### Alben
- The Obsessed (Hellhound Records 1990)
- Lunar Womb (Hellhound Records 1991)
- The Church Within (Hellhound Records/Columbia Records 1994)
- Sacred (Relapse Records 2017)
- Gilded Sorrow (Ripple Music 2024)

### EPs/Singles
- Sodden Jackal 7" (Invictus Records 1983)
- Streetside 7"/CD (Columbia Records 1994)
- To Protect and to Serve 7"/CD (Columbia Records 1994)
- Altamont Nation 7" (Bong Load Records 1995)
- Instrumental 7" (Doom Records 1996)
- Sodden Jackal 7" (with different mixes) (Doom Records 1996)
- Split-7" mit The Mystick Krewe of Clearlight (2001 Southern Lord Records, auf beiden Seiten Lynyrd-Skynyrd-Coverversionen)

### Kompilationen/Live/Wiederveröffentlichungen
- History of The Obsessed (Doom Records 1997)
- Live at the Wax Museum (Doom Records 1997)
- Incarnate (Southern Lord Records 1999)
- The Obsessed reissue w/live '84 CD (Tolotta Records 2000)
- History of The Obsessed Volume II (Doom Records 2002)
- Lunar Womb Reissue (MeteorCity Records 2006)